# Pselaphochernes
Genre
Pselaphochernes est un genre de pseudoscorpions de la famille des Chernetidae.

## Distribution
Les espèces de ce genre se rencontrent en Europe, en Amérique du Nord, en Afrique du Nord, au Moyen-Orient, en Asie centrale et en Asie du Sud.

## Liste des espèces
Selon Pseudoscorpions of the World (version 3.0) :
- Pselaphochernes anachoreta (Simon, 1878)
- Pselaphochernes balcanicus Beier, 1932
- Pselaphochernes balearicus Beier, 1961
- Pselaphochernes becki Hoff & Clawson, 1952
- Pselaphochernes dubius (O. Pickard-Cambridge, 1892)
- Pselaphochernes hadzii Ćurčić, 1972
- Pselaphochernes iberomontanus Beier, 1959
- Pselaphochernes italicus Beier, 1966
- Pselaphochernes lacertosus (L. Koch, 1873)
- Pselaphochernes litoralis Beier, 1956
- Pselaphochernes parvus Hoff, 1945
- Pselaphochernes rybini Schawaller, 1986
- Pselaphochernes scorpioides (Hermann, 1804)
- Pselaphochernes setiger (L. Koch, 1881)
- Pselaphochernes turcicus Beier, 1967

L'espèce Pselaphochernes indicus a été placée dans le genre Verrucachernes par Romero-Ortiz et Harvey en 2019.

## Publication originale
- Beier, 1932 : Pseudoscorpionidea II. Subord. C. Cheliferinea. Tierreich, vol. 58, p. 1-294.